# Quintus Pompeius Rufus minor
Quintus Pompeius Rufus minor (- 88 v.Chr.) was een lid van de Romeinse senatoriale klasse van de late Romeinse Republiek.
Hij was een zoon van Quintus Pompeius Rufus maior, consul in 88 v.Chr., en was getrouwd met Cornelia Sulla, dochter van zijn vaders consulaire collega Lucius Cornelius Sulla uit diens eerste huwelijk. Het huwelijk bracht twee kinderen voort: Pompeia Sulla (zij werd de tweede vrouw van Gaius Julius Caesar) en Quintus Pompeius Rufus (tribunus plebis in 52 v.Chr.). Rufus - die blijkbaar vrijmoedig was - werd, nog geen drie jaar na hun huwelijk, tijdens de door de tribunus plebis Publius Sulpicius Rufus uitgelokte rellen op het Forum Romanum gedood, waarna Cornelia met twee kleine kinderen als weduwe achterbleef.

## Referentie
- art. Pompeji (4), in F. Lübker - trad. ed. J.D. van Hoëvell, Classisch Woordenboek van Kunsten en Wetenschappen, Dordrecht, 1858, p. 767.